# Grotta del Pech-Merle
La grotta del Pech-Merle (in francese grotte du Peche-Merle, in occitano Cauna del Puèg Mèrle) è una grotta situata nella valle del Célée, nel comune francese di Cabrerets, nella regione Midi-Pirenei (Francia sud-occidentale), e nota per i suoi disegni rupestri risalenti al 25.000-20.000 a.C. circa ed ascrivibili all'uomo di Cro-Magnon. Si tratta di una delle più antiche grotte con dipinti del Paleolitico che si conosca.
Il sito, rinvenuto nel 1922,  è classificato come monumento storico ed è definito "galleria d'arte in un palazzo naturale".

## Ubicazione
La grotta si trova a 3 km ad ovest del centro di Cabrerets.

## Caratteristiche
La parte visitabile della grotta misura circa 2 km.
La grotta presenta enormi sale decorate con figure umane, impronte di mani e piedi e con figure di animali, quali mammut, cavalli e bisonti
Nella grotta sono state rinvenute anche delle ossa di orsi.

## Storia
La grotta fu scoperta nel 1922 da due giovani, André David e Henri Dutertre.
Nel 1926, la grotta del Pech-Merle fu aperta al pubblico.

## Punti d'interesse
- Cappella dei mammut[3]
- Sala preistorica[3]
- Salle des disques[2][3]
- Galérie de l'Ours[3]
- Salle de Combelle[3]